# Statue de Wairaka
La statue de Wairaka (également connue sous le nom de La Dame sur le rocher) est située à Whakatāne Heads à Whakatane, en Nouvelle-Zélande,.

## Histoire
Wairaka était la fille de Toroa, le capitaine et navigateur du Mātaatua waka qui voyageait d'Hawaiki jusqu'à l'actuelle Nouvelle-Zélande. Lorsque les Mātaatua sont arrivés pour la première fois dans la région de Whakatāne, les hommes ont laissé les femmes seules dans le canot pendant qu'ils descendaient à terre. Le canoë a commencé à dériver vers la mer et, bien qu'il soit interdit aux femmes de manipuler un canoë, Wairaka a ramassé une pagaie et a conduit les femmes à ramener le canoë jusqu'au rivage. Ce faisant, elle a crié « Kia Whakatāne au i ahau’ – je jouerai le rôle d’un homme. » .
La statue a été commandée par Sir William Sullivan, ancien maire de Whakatāne, après la mort de son épouse Lady Sullivan en 1963. Il voulait que la statue soit à la fois un mémorial à sa femme et un symbole du lien entre tous les citoyens du district de Whakatāne. Sullivan a choisi Jim Allen, maître de conférences à l'Elam School of Fine Arts d'Auckland, pour produire la pièce. La statue a été installée sur le rocher Turuturu-Roimata en 1965.
La statue a été vandalisée à plusieurs reprises, notamment en 2007, lorsqu'elle a été peinte en blanc et jaune.